# Chondrostylis
Chondrostylis es un género de plantas con flores perteneciente a la familia Euphorbiaceae. Comprende 2 especies, presentes en Tailandia, Sumatra y Borneo.

## Taxonomía
El género fue descrito por Jacob Gijsbert Boerlage y publicado en Icones Bogorienses 71. 1897. La especie tipo es: Chondrostylis bancana Boerl.	

## Especies aceptadas
A continuación se brinda un listado de las especies del género Chondrostylis aceptadas hasta octubre de 2012, ordenadas alfabéticamente. Para cada una se indica el nombre binomial seguido del autor, abreviado según las convenciones y usos.
- Chondrostylis bancana Boerl.
- Chondrostylis kunstleri (King ex Hook.f.) Airy Shaw